# Prince Hall
Prince Hall (oko 1735/8. – Boston, 7. prosinca 1807.) bio je američki abolicionist i vođa zajednice slobodnih crnaca u Bostonu. Osnovao je Prince Hall slobodno zidarstvo i lobirao za pravo na obrazovanje afroameričke djece. Također je bio aktivan u Pokretu za povratak u Afriku.
Hall je pokušao izboriti mjesto za njujorške porobljene i slobodne crnce u slobodnom zidarstvu, obrazovanju i vojsci, što su bile neke od najvažnijih sfera društva u njegovo vrijeme. Hall se smatra utemeljiteljem "crnog masonstva" u Sjedinjenim Državama, danas poznatog kao Prince Hall masonerija. Hall je osnovao Afričku veliku ložu Sjeverne Amerike. Prince Hall je jednoglasno izabran za velikog majstora i služio je do svoje smrti 1807. godine
Steve Gladstone, autor knjige Freedom Trail Boston, navodi da je Prince Hall — poznat po svojoj ulozi u stvaranju crnog masonstva, zagovaranju jednakih prava na obrazovanje i borbi protiv ropstva — "bio jedan od najutjecajnijih slobodnih crnačkih vođa u kasnim 1700-ima".
Postoji zabuna oko njegove godine rođenja, mjesta rođenja, roditelja i brakova – barem djelomično zbog činjenice da su postojali brojni Prince Hallovi tijekom tog vremenskog razdoblja.